# Білоградський Тимофій
Тимофі́й Білогра́дський  (*1710 — †1782) — український композитор, лютніст й кобзар-бандурист, старший брат співака Осипа Білоградського, дядько першої російської оперної співачки Єлизавети Білоградської.

## Життєпис

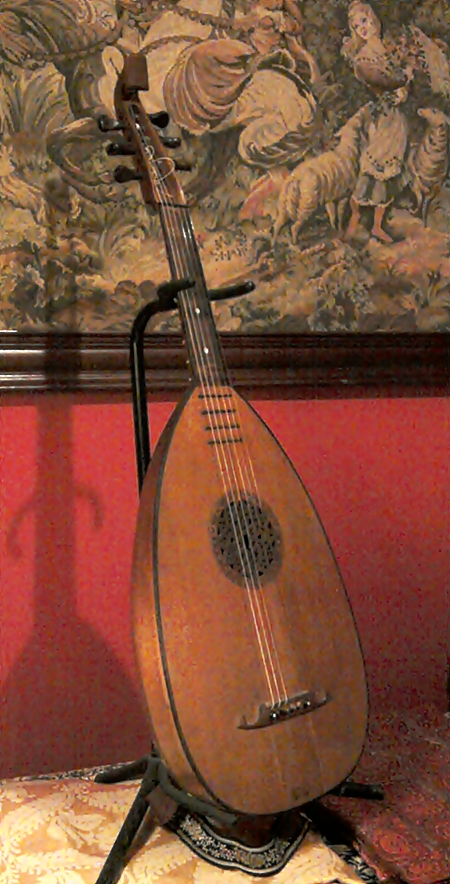
Лютня

Про дитинство та юнацтво Білоградського нічого не відомо. Він народився, ймовірно, у Черкасах. Навчався грати на кобзі у Глухівський музичній академії. Чудовий голос і неабияку обдарованість майбутній музикант виявив дуже рано. Вже десь після 1725 року його запросили до Петербурзької придворної співочої капели. Тут грою на кобзі-бандурі й співом Білоградський здобув славу.
1733 року з наказу імператриці Анни Білоградського відправили до Дрездена у свиті посла графа Кайзерлінка — вдосконалювати майстерність гри на лютні під керівництвом Сільвіуса Леопольда Вайса (найвидатнішого композитора-лютніста XVIII століття). Вчителями оперного вокалу були співачка Фаустина Бордоні-Хассе та співак-кастрат Аннібалі. Білоградський пройшов тут справжню вокальну оперну школу (це згодом відзначив академік Якоб фон Штелін). У свою чергу Тимофій навчав європейців українських пісень і танців. Історик Ольга Сущенко зазначає, що тодішні німецькі газети писали про те, як Білоградський демонстрував місцевим жителям український танець «козак».
1739 року Білоградський повернувся до Санкт-Петербурга, був придворним музикою, але недовго, оскільки наприкінці 1741 року знову виїхав до Німеччини, де уславився як виконавець-віртуоз і співак, мешкав у місті Кенігсберг, де його учнями були видатний філософ Й. Г. Гаман і композитор-лютніст Райхардт.
Наприкінці життя Білоградський мешкав у Петербурзі. Так званий «Московський манускрипт С. Л. Вайса», який зберігається в музеї імені Глинки, імовірно, належав Тимофію. Збереглись також його музичні твори на слова Олександра Сумарокова.